# Дудовы
Дудовы (карач.-балк. Дудалары) — княжеский владетельный род (бий) в Карачае.

## История
Дудовы по народным преданиям относят себя к потомкам легендарного предводителя карачаевцев — Карче, от сына его по имени Дуда, рожденного в браке с девушкой, происходящей из ханского рода Крымских Гиреев.
Дудовы были владетельными князьями в Карачаевском ущелье с центральным владением в ауле Хурзук. Помимо этого, во владении Дудовых была примерно 1/3 или 1/2 территории нынешней Карачаево-Черкесской Республики.

## Известные представители
- Дудов, Шмауха (Пшемахо) Муссаевич (1813 — 1874 (или 1896)) — поручик в русской императорской армии.
- Дудов Махмуд Асланбекович (1908 — 1980) — известный фольклорист, собиратель народных песен карачаевцев, писатель, журналист, правозащитник, активный член кавказской диаспоры в Европе и США.[1]
- Дудов Ислам — стал первым карачаевцем, получившим высшее инженерное образование в Санкт-Петербургском институте путей сообщения в 1880 году.
- Дудов Ислам ² - участник Карачаевского национального комитета, один из близких товарищей Кады Каитбиевича Байрамукова. Вел партизанскую борьбу против советской власти в 1930-х и 40-х годах.